# Carezzano
Carezzano (piemontesisch Carzòu) ist eine Gemeinde in der italienischen Provinz Alessandria (AL), Region Piemont.

## Lage und Einwohner
Der Ort Carezzano liegt 32 km südöstlich von der Provinzhauptstadt Alessandria auf einer Höhe von 180 m über dem Meeresspiegel, rechts der Scrivia. Das Gemeindegebiet umfasst eine Fläche von 10,31 km² und hat 432 (Stand 31. Dezember 2023) Einwohner. Die Gemeinde besteht aus den Ortsteilen (Fraktionen) Carezzano Superiore, Cornigliasca, La Braida, Perleto und Ripale.
Die Nachbargemeinden sind Cassano Spinola, Castellania, Costa Vescovato, Paderna, Sant’Agata Fossili, Tortona und Villalvernia.

## Geschichte

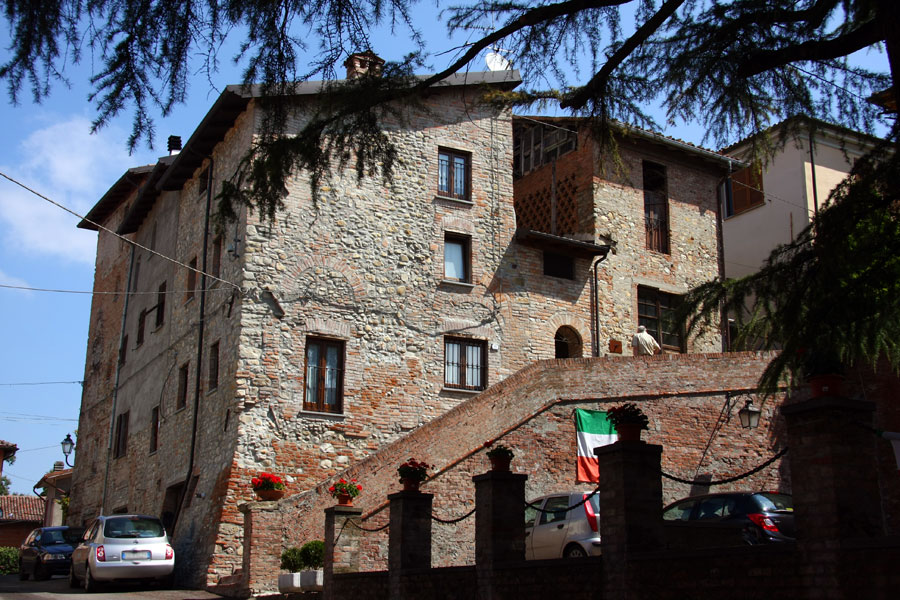
Das Schloss

Der Ortsname ist seit 1256 als „Carecanus“, „Carezzanus“ und in der Form „Carenzanus“ bezeugt. Es leitet sich etymologisch vom römischen Adligen CARISIUS ab.
Seine Ursprünge reichen bis in eine unsichere Zeit zurück. Es war immer mit der nahegelegenen Gemeinde Tortona verbunden und war lange Zeit von deren Bistum abhängig. Die Gemeinde entstand 1928 aus dem Zusammenschluss der Gemeinden Carezzano Inferiore und Carezzano Superiore.

## Sehenswürdigkeiten
- Die Kirche Sant’Eusebio aus dem 16. Jahrhundert.
- Die Pfarrkirche Carezzano Superiore, die 1831, zehn Jahre nach ihrer vollständigen Zerstörung durch ein Erdbeben, wieder aufgebaut wurde.
- Das Schloss Carezzano, ein prächtiges Gebäude aus dem 12. Jahrhundert, das von der Spitze eines Hügels aus die Stadt dominiert. Dieses eindrucksvolle Schloss ist für die Öffentlichkeit zugänglich.

## Söhne und Töchter der Gemeinde
- Tullio Mobiglia (1911–1991), Jazzmusiker und Bandleader